# Chế độ đạo tặc
Chế độ đạo tặc trị, tiếng Anh kleptocracy, (từ tiếng Hy Lạp: κλέπτης - kleptēs, "trộm cắp" and κράτος - kratos, "quyền lực, cai trị", do đó "cai trị bởi đạo tặc") là một chế độ chính trị tham nhũng, nơi mà chính phủ tồn tại để làm giàu cá nhân và gia tăng thế lực chính trị của các thành viên chính phủ cũng như giới thống trị trên xương máu của đa số quần chúng. Họ thường giả vờ là do dân, vì dân. Những tham nhũng của chính phủ trong chế độ này thường, bằng cách này hay cách khác, là các việc biển thủ ngân quỹ quốc gia. Từ này ban đầu hay được dùng bởi ông Patrick Meney, để mô tả tình trạng ở Liên Xô vào cuối thời của chế độ Cộng sản và ở Nga lúc đầu khi Boris Nikolayevich Yeltsin nắm quyền. Các chế độ đạo tặc thường cũng là các chế độ độc tài, hay dính líu tới việc ưu tiên về chính trị và kinh tế cho người trong nhà (Chủ nghĩa gia đình trị).
Chính quyền của Mobutu Sese Sekos Regierung ở Cộng hòa Dân chủ Congo hay của Marcos ở Philippines có thể được dùng là những ví dụ cho một chế độ đạo tặc trị. Ngay cả Nigeria cũng có thể được xem là một chế độ đạo tặc trị, bởi vì đa số dân chúng không được hưởng lợi gì từ việc bán dầu khí.

## Ví dụ
Đầu năm 2004, tổ chức phi chính phủ chống tham nhũng với cơ sở ở Đức, Tổ chức Minh bạch Quốc tế đã ban hành một danh sách của mười lãnh tụ mà họ cho là đã làm giàu nhiều nhất qua tham nhũng trong những năm gần đây.
Danh sách theo thứ tự số tiền mà họ đã lũng đoạn được theo đồng dollar:
1. Nguyên tổng thống Indonesia Suharto ($15 tỷ– $35 tỷ)
2. Nguyên tổng thống Philippines Ferdinand Marcos ($5 tỷ – $10 tỷ)
3. Nguyên tổng thống Cộng hòa Dân chủ Congo Mobutu Sese Seko ($5 tỷ)
4. Nguyên tổng thống Nigeria Sani Abacha ($2 tỷ – $5 tỷ)
5. Nguyên tổng thống Nam Tư Slobodan Milošević ($1 tỷ)
6. Nguyên tổng thống Haiti Jean-Claude Duvalier ("Baby Doc") ($300 triệu – $800 triệu)
7. Nguyên tổng thống Peruvian President Alberto Fujimori ($600triệu)
8. Nguyên thủ tướng Ukraina Pavlo Lazarenko ($114 triệu – $200 triệu)
9. Nguyên tổng thống Nicaragua Arnoldo Alemán ($100 triệu)
10. Nguyên tổng thống Philippines Joseph Estrada ($78 triệu – $80 triệu)

Tổng thống Vladimir Putin bị cho là cầm đầu một băng Đảng, mà tài sản tổng cộng khoảng 130 tỷ USD.. Theo một phim tài liệu đài truyền hình ARD Đức, người ta phỏng đoán là của cải của ông mà được đứng tên bởi các tay chân khoảng 40 tỷ USD, trong đó có một lâu đài bên sườn núi, cạnh một hồ, có đường xe thông qua núi chạy lên đó, tổng cộng cả khu vực tốn khoảng 1 tỷ USD.
Có những nguồn cho thấy tài sản của cựu tổng thống Ai Cập Hosni Mubarak lên tới $70 tỷ.
Còn chủ tịch phong trào giải phóng Palestine Yasser Arafat có tài sản từ $1 tỷ tới $10 tỷ; và cựu tổng thống Pakistan Asif Ali Zardari có $2 tỷ tại các tài khoản ở ngân hàng Thụy Sĩ.
Nursultan Nazarbayev cầm đầu một băng Đảng nắm quyền Kazakhstan có tài sản khoảng $7 tỷ.
Cựu thủ tướng Trung Hoa, Ôn Gia Bảo, rời khỏi chức vụ vào năm 2013 được cho là, những người thân của ông có tài sản trị giá ít nhất là $2,7 tỷ. Những tiết lộ này bị chặn không thể xem được ở Trung Quốc.